# Agathis
Genre
Répartition géographique
Synonymes
- Dammara (Rumph., 1741) Lam., 1786 ex Link, 1822
- Salisburyodendron A.V.Bobrov & Melikyan

Agathis est un genre de plantes gymnospermes de la famille des Araucariacées qui comprend une vingtaine d'espèces.

## Morphologie

### Stature
Les arbres peuvent atteindre une grande taille avec peu ou pas de branchage jusqu'à une certaine hauteur. Les jeunes arbres ont habituellement une forme conique. Avec l'âge, la cime s'arrondit ou se déforme. L'écorce a un aspect irrégulièrement écaillé et s'épaissit à mesure que l'arbre vieillit. Sa couleur va du gris clair au gris brun.

### Branches et feuilles

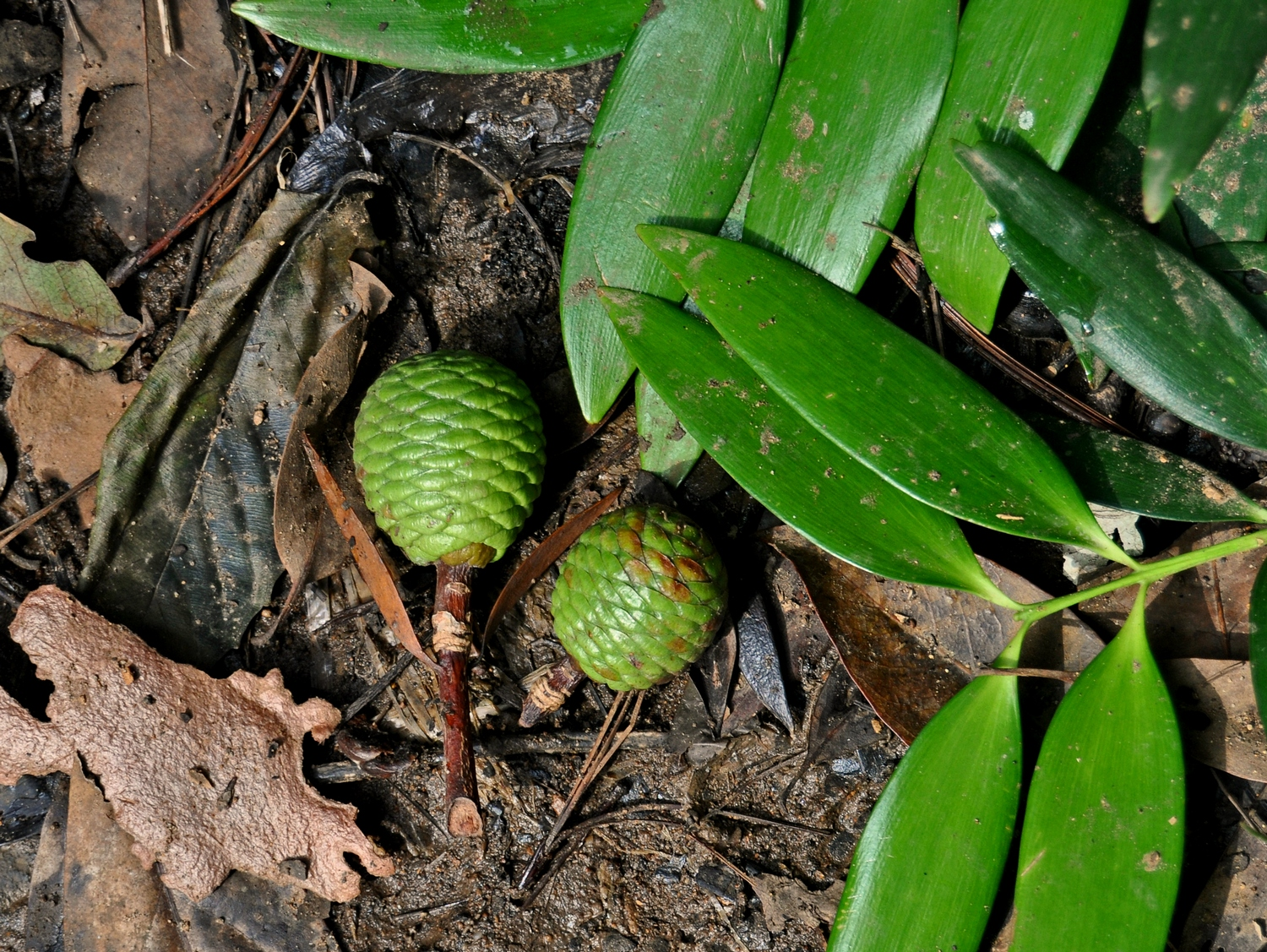
Feuilles et cônes d’Agathis dammara

Les branches poussent souvent à l’horizontale. Les branches les plus basses qui tombent, laissent derrière elles une cicatrice circulaire.
Les feuilles adultes ont une forme elliptique, voir linéaire avec un limbe très coriace et assez épais. Les jeunes feuilles sont, en revanche, plus larges et leur forme est, selon l'espèce, plus ou moins ovale ou lancéolée. Elles ont une couleur rouge cuivrée qui contraste fortement avec la couleur généralement verte ou bleue verte des feuilles de la saison précédente.

## Biogéographie et évolution

### Distribution naturelleactuelle
Les espèces se trouvent dans la région pacifique de la Malaisie, l'Indonésie, les Philippines, la Mélanésie, l'Australie et la Nouvelle-Zélande. Cinq espèces sont endémiques de la Nouvelle-Calédonie, appelées alors localement « Kaori », mais ce nom est également usité en Nouvelle-Zélande (kauri). Elles poussent dans les forêts tropicales humides et les forêts de mousson jusqu'à une altitude de 2 500 mètres sur des sols sableux, calcareux, siliceux voire volcaniques. Ce sont souvent les plus gros et les plus épais arbres de leur environnement.

### Histoire évolutive
Agathis est un genre relativement jeune, qui est apparu durant l'ère Mésozoïque. Il était très abondant durant le Jurassique.

## Cycle de vie

### Reproduction
La pollinisation a lieu généralement après l'apparition des cônes sur les arbres adultes. Les cônes femelles poussent la plupart du temps sur de courtes branches latérales et arrivent à maturité après deux ans. Leur forme est ordinairement ovale ou sphérique.

## Écologie

### Consommateurs
Les chenilles de lépidoptères (papillons) de la famille des Agathiphagas se nourrissent des graines de certaines espèces.

## Usages

### Ébénisterie
L’agathis est un bois au grain droit et à la texture fine, lisse et soyeuse. Sa surface est brillante et présente une teinte uniforme qui va du jaune paille au brun jaunâtre. Comme il est léger, solide, sans nœuds et facile à travailler, le bois d’agathis est demandé dans diverses industries et l'approvisionnement actuel provient presque entièrement de plantations forestières. Il est utilisé dans la construction de navires et de maisons, la production de meubles, de gobans, de guitares, de traverses, de supports et de panneaux de lambris.
En Nouvelle-Calédonie, cet arbre était couramment utilisé pour fabriquer des pirogues, des sculptures et des poutres pour les cases.

### Pharmacopée
En Nouvelle-Calédonie, l'écorce et les feuilles sont traditionnellement utilisées en décoction.

### Résine
Certaines espèces sécrètent une résine transparente ou blanche, comme le copal et la résine de Damar, qui est extraite et utilisée dans différents domaines.

## Symbolique
En Nouvelle-Calédonie, dans certaines régions de la Grande Terre, cet arbre symbolise le lignage de haut rang. Dans l'aire paîci et à Koumac, son fruit symbolise les clans unis autour de la chefferie.

## Liste des espèces
Selon "The Plant List" 30 octobre 2012
- Agathis alba (Lam.) Foxw., (1910)
- Agathis atropurpurea Hyland, (1978)
- Agathis australis (D.Don) Lindl., (1829)
- Agathis borneensis Warb., (1900)
- Agathis corbassonii de Laub., (1969) (Kaori rouge)
- Agathis dammara (Lamb.) Rich. & A.Rich., (1826)
- Agathis endertii Meijer Drees, (1940)
- Agathis flavescens Ridl., (1914)
- Agathis kinabaluensis de Laub., (1979)
- Agathis labillardieri Warb., (1900)
- Agathis lanceolata Warb., (1900) (Kaori de forêt ou du Sud)
- Agathis lenticula de Laub., (1979)
- Agathis macrophylla (Lindl.) Mast., (1892)
- Agathis microstachya J.F.Bailey & C.T.White, (1916)
- Agathis montana de Laub., (1969) (Kaori du Mont Panié)
- Agathis moorei (Lindl.) Mast., (1892) (Kaori du Nord ou blanc)
- Agathis orbicula de Laub., (1979)
- Agathis ovata (C.Moore ex Vieill.) Warb., (1900)(Kaori de montagne ou nain)
- Agathis philippinensis Warb., (1900)
- Agathis robusta (C.Moore ex F.Muell.) F.M.Bailey, (1883)
- Agathis silbae de Laub., (1987)
- Agathis spathulata de Laub., (1988)

## Espèces aux noms synonymes, obsolètes et leurs taxons de référence
Selon "The Plant List" 30 octobre 2012
- Agathis alba Jeffrey = Agathis dammara (Lamb.) Rich. & A.Rich., (1826)
- Agathis beccarii Warb. = Agathis borneensis Warb., (1900)
- Agathis beckingii Meijer Drees = Agathis borneensis Warb., (1900)
- Agathis brownii (Lem.) L.H.Bailey = Agathis australis (D.Don) Lindl., (1829)
- Agathis celebica (Koord.) Warb. = Agathis dammara (Lamb.) Rich. & A.Rich., (1826)
- Agathis celebica subsp. flavescens (Ridl.) Veldkamp & Whitmore 	= Agathis flavescens Ridl., (1914)
- Agathis dammara subsp. flavescens (Ridl.) Whitmore = Agathis flavescens Ridl., (1914)
- Agathis hamii Meijer Drees = Agathis dammara (Lamb.) Rich. & A.Rich., (1826)
- Agathis hypoleuca (C.Moore ex Henkel & W.Hochst.) Warb. = Agathis ovata (C.Moore ex Vieill.) Warb., (1900)
- Agathis latifolia Meijer Drees = Agathis borneensis Warb., (1900)
- Agathis longifolia (Lindl. ex Gordon) Warb. [Invalid] = Agathis macrophylla (Lindl.) Mast., (1892)
- Agathis loranthifolia Salisb. [Illegitimate] = Agathis dammara (Lamb.) Rich. & A.Rich., (1826)
- Agathis macrophylla var. obtusa (Lindl.) Silba = Agathis macrophylla (Lindl.) Mast., (1892)
- Agathis macrophylla subsp. obtusa (Lindl.) Silba = Agathis macrophylla (Lindl.) Mast., (1892)
- Agathis macrophylla var. vitiensis (Seem.) Silba = Agathis macrophylla (Lindl.) Mast., (1892)
- Agathis macrophylla subsp. vitiensis (Seem.) Silba = Agathis macrophylla (Lindl.) Mast., (1892)
- Agathis macrostachys Warb. 	= Agathis borneensis Warb., (1900)
- Agathis motleyi (Parl.) Warb. = Nageia motleyi  (Parl.) de Laub., (1900)
- Agathis obtusa (Lindl.) Mast. = Agathis macrophylla (Lindl.) Mast., (1892)
- Agathis orientalis (Lamb.) Mottet = Agathis dammara (Lamb.) Rich. & A.Rich., (1826)
- Agathis palmerstonii (F.Muell.) F.M.Bailey = Agathis robusta (C.Moore ex F.Muell.) F.M.Bailey, (1883)
- Agathis pinus-dammara Poir. [Illegitimate] = Agathis dammara (Lamb.) Rich. & A.Rich., (1826)
- Agathis regia Warb. =  Agathis philippinensis Warb., (1900)
- Agathis rhomboidalis Warb. = Agathis borneensis Warb., (1900)
- Agathis robusta subsp. nesophila Whitmore = Agathis robusta (C.Moore ex F.Muell.) F.M.Bailey, (1883)
- Agathis robusta var. palmerstonii (F.Muell.) Silba = Agathis robusta (C.Moore ex F.Muell.) F.M.Bailey, (1883)
- Agathis robusta subsp. palmerstonii (F.Muell.) Silba = Agathis robusta (C.Moore ex F.Muell.) F.M.Bailey, (1883)
- Agathis veitchii (Henkel & W.Hochst.) Seward & Ford = Nageia nagi (Thunb.) Kuntze, (190§)
- Agathis vitiensis (Seem.) Benth. & Hook.f. ex Drake = Agathis macrophylla (Lindl.) Mast., (1892)
- Agathis vitiensis (Seem.) Benth. & Hook. f. = Agathis macrophylla (Lindl.) Mast., (1892)

## Espèces au statut non encore résolu
Selon "The Plant List" 30 octobre 2012
- Agathis macrostrobila Merr.
- Agathis philippinensis Warb.
- Agathis spinulosa Warb.